# Aprey
Aprey és un municipi francès situat al departament de l'Alt Marne i a la regió del Gran Est. L'any 2007 tenia 190 habitants.

## Demografia

### Població
El 2007 la població de fet d'Aprey era de 190 persones. Hi havia 84 famílies de les quals 24 eren unipersonals (12 homes vivint sols i 12 dones vivint soles), 28 parelles sense fills i 32 parelles amb fills.
La població ha evolucionat segons el següent gràfic:
Habitants censats

### Habitatges
El 2007 hi havia 109 habitatges, 82 eren l'habitatge principal de la família, 7 eren segones residències i 20 estaven desocupats. 107 eren cases i 2 eren apartaments. Dels 82 habitatges principals, 73 estaven ocupats pels seus propietaris, 7 estaven llogats i ocupats pels llogaters i 2 estaven cedits a títol gratuït; 2 tenien dues cambres, 3 en tenien tres, 20 en tenien quatre i 57 en tenien cinc o més. 75 habitatges disposaven pel capbaix d'una plaça de pàrquing. A 35 habitatges hi havia un automòbil i a 38 n'hi havia dos o més.

### Piràmide de població
La piràmide de població per edats i sexe el 2009 era:
| Homes | Edats   | Dones |
| ----- | ------- | ----- |
| 0     | 95 o +  | 0     |
| 0     | 90 a 94 | 0     |
| 0     | 85 a 89 | 4     |
| 0     | 80 a 84 | 0     |
| 12    | 75 a 79 | 4     |
| 8     | 70 a 74 | 12    |
| 4     | 65 a 69 | 8     |
| 4     | 60 a 64 | 0     |
| 4     | 55 a 59 | 8     |
| 12    | 50 a 54 | 12    |
| 16    | 45 a 49 | 4     |
| 4     | 40 a 44 | 4     |
| 4     | 35 a 39 | 4     |
| 8     | 30 a 34 | 8     |
| 4     | 25 a 29 | 0     |
| 8     | 20 a 24 | 0     |
| 8     | 15 a 19 | 4     |
| 0     | 10 a 14 | 12    |
| 4     | 5 a 9   | 16    |
| 4     | 0 a 4   | 0     |

## Economia
El 2007 la població en edat de treballar era de 113 persones, 81 eren actives i 32 eren inactives. De les 81 persones actives 76 estaven ocupades (44 homes i 32 dones) i 5 estaven aturades (2 homes i 3 dones). De les 32 persones inactives 18 estaven jubilades, 6 estaven estudiant i 8 estaven classificades com a «altres inactius».

### Ingressos
El 2009 a Aprey hi havia 84 unitats fiscals que integraven 197,5 persones, la mediana anual d'ingressos fiscals per persona era de 17.209 €.

### Activitats econòmiques
Dels 4 establiments que hi havia el 2007, 2 eren d'empreses de construcció, 1 d'una empresa immobiliària i 1 d'una empresa de serveis.
Dels 2 establiments de servei als particulars que hi havia el 2009, 1 era una fusteria i 1 lampisteria.
L'any 2000 a Aprey hi havia 10 explotacions agrícoles.

## Equipaments sanitaris i escolars
El 2009 hi havia una escola elemental integrada dins d'un grup escolar amb les comunes properes formant una escola dispersa.

## Poblacions més properes
El següent diagrama mostra les poblacions més properes.